# Cinema cubista
Il cinema cubista è una delle avanguardie del cinema francese degli anni Venti del XX secolo.

## Contesto artistico
Il Cubismo era stato uno dei più noti movimenti artistici del Novecento, nato ufficialmente nel 1907, con la grande mostra retrospettiva dopo la morte di Cézanne (scomparso un anno prima), aveva avuto tra i primi capolavori le tele de Les demoiselles d'Avignon di Picasso o dei paesaggi di Braque, come Case all'Estaque, del 1908, per il quale Matisse notò che sembrava fatto di "tanti piccoli cubi". I cubisti infatti scomponevano i corpi, gli oggetti e lo spazio stesso in tante piccole forme geometriche, secondo più punti di vista, in antitesi con i dettami della prospettiva centrale di stampo rinascimentale, sviluppando maggiormente, nei loro intenti, la tridimensionalità, il movimento e l'energia dei soggetti rappresentati.

## Cinema cubista
Il cubismo, inteso come movimento di scomposizione delle forme, si trasmise al cinema presto. Il pittore e cineasta Fernand Léger girò nel 1924 il film Ballet mécanique, dove era abbandonata qualsiasi narrazione, in favore di una "danza" libera di corpi e oggetti, interessata solo al ritmo, come una musica per immagini. Se la pittura si andava liberando dal vincolo del modello e della riproduzione degli oggetti reali, così il cinema si andava liberando dall'obbligo di raccontare una storia. Grazie all'uso di ripetizioni, ritmi, rallentamenti e accelerazioni, le azioni, anche semplici, potevano acquisire significati del tutto diversi, fino anche a una fissità "mitica", come la donna che sale le scale, proposta da Léger una decina di volte nella stessa sequenza. La musica era stata scritta dal compositore d'avanguardia George Antheil, a ritmo continuamente spezzato.
All'estetica cubista si rifà anche il film L'inhumaine di Marcel L'Herbier (1924), alle cui scenografie collaborò lo stesso Léger, ma la storia è legata agli schemi del decennio precedente, mentre alcune tecniche stilistiche preludono all'uso della "soggettiva stilistica" del realismo poetico.